# Петренко, Николай Яковлевич
Николай Яковлевич Петренко (род. 27 октября 1940, Нижние Ровни, Полтавская область) — советский политик, инженер, строитель, бывший народный депутат Украины.

## Биография
Родился 27 октября 1940 (село Нижние Ровни, Чутовский район, Полтавская область) в семье рабочего; украинец; жена Ольга Иосифовна (1944) — преподаватель Гадячского училища культуры; дочь Галина (1970) — начальник бюро переводов Полтавской газонефтяной компании; сын Константин (1975).
Образование: Харьковский строительный техникум (1957-1960), техник-строитель, «Промышленное и гражданское строительство»; Полтавский инженерно-строительный институт (1968), инженер-строитель, «Промышленное и гражданское строительство».
Народный депутат Украины 1 созыва с марта 1990 (2-й тур) до апреля 1994, Гадячский избирательном округ № 324, Полтавская область. Член Комиссии по вопросам строительства, архитектуры и жилищно-коммунального хозяйства. Группа «Аграрники».
1960 — каменщик Чутовского комбината коммунальных предприятий Полтавской области.
1960-1963 — служба в армии.
1963-1968 — студент Полтавского инженерно-строительного института.
1968-1971 — преподаватель Немировского строительного техникума.
1971-1975 — инженер строительных организаций, Гадяцкий район.
1975-1978 — заведующий промышленно-транспортного отдела Гадячского райкома КПУ.
1978-1982 — инструктор Полтавского обкома КПУ.
1982-1985 — секретарь Гадячского райкома КПУ.
1985-1988 — председатель исполкома Гадячского райсовета народных депутатов.
1988 — август 1991 — первый секретарь Гадячского райкома КПУ.
1991-1995 — главный инженер Гадячского экспериментального завода домостроения.
С марта 1995 — первый заместитель председателя Гадячской райгосадминистрации.
Медаль «Ветеран труда» (1988).
Автор биографического словаря «Выдающиеся люди Полтавщины» (1992).